# Methydata auster
Methydata auster là một loài bướm đêm trong họ Geometridae.